# Портрет инфанты Марии Терезы
«Портрет инфанты Марии Терезы» — картина испанского художника Диего Веласкеса, созданная в период с 1651 по 1654 год. В настоящее время картина находится в собрании Метрополитен-музея в Нью-Йорке.
В последние годы жизни Веласкеса его манера работы с цветом стала более свободной и яркой. В этом новом для художника стиле был написан и «Портрет инфанты Марии Терезы». Вероятно, портрет создавался для её будущего мужа, короля Людовика XIV. Дочь короля Испании Филиппа IV Мария Тереза стала предполагаемой наследницей престола в 1646 году. Титулованные женихи со всей Европы желали получить портрет молодой инфанты, когда она достигла брачного возраста. Образ Марии Терезы в парике с лентами-бабочками, возможно, стал шаблоном для создания копий портрета ассистентами Веласкеса, поскольку им приходилось справляться с большим спросом на портреты молодой принцессы.
Картина, скорее всего, является фрагментом изначального портрета инфанты в полный рост. Первое зарегистрированное упоминание о размерах картины — в каталоге «Exposition des Portraits de Femmes» 1897 года — 36 x 42 см. (14 1/8 x 16 1/2 дюйма); Размеры 13 3/4 x 15 дюймов были записаны на обратной стороне фотографии картины, которая датируется 1920 годом, тогда картина была передана в музей. Между 1927 и 1928 годами, когда портрет находился у братьев Дувин, картина была обрезана, а по её краям добавлены полосы. В каталоге картин из коллекции Баче (1937 год) размеры картины записаны как 17 1/2 x 15 3/4 дюйма; они сохранились до сентября 1984 года, после чего картина была переделана, а добавленные полосы были по большей части удалены. 
Копия этого портрета, на которой инфанта изображена по пояс, находится в Художественном музее Филадельфии.